# Йозефіна Геннінґ
Йозефіна Геннінґ (нім. Josephine Henning, 8 вересня 1989, Трір) — німецька футболістка, захисниця, Олімпійська чемпіонка.

## Ігрова кар'єра
Вихованка клубу «Швайх».
Йозефіна розпочала свою кар'єру 2005 виступами за дорослу команду «Саарбрюккен». 
З 2009 по 2014 гравчиня команд жіночої Бундесліги «Потсдам» і «Вольфсбург».
У червні 2014 уклала контракт з французьким «Парі Сен-Жермен». У складі парижанок вона фіналістка Ліги чемпіонів УЄФА 2015, поступились німецькому «Франкфурту» 1:2. Пропустивши першу половину сезону 2015/16 через травму, домовилась з клубом про дострокове розторгнення контракту в січні 2016.
У лютому 2016 року Геннінґ відвідала передсезонний тренувальний табір лондонського «Арсеналу» в Севільї, Іспанія. Вона вийшла на заміну в товариському матчі проти «Баварії» в Мюнхені. Її трансфер до «Арсеналу» був підтверджений клубом 18 лютого 2016.

## Збірна
У складі юніорської збірної Німеччини провела 11 матчів.
З 2008 по 2011 залучалась до складу молодіжної збірної Німеччини, провела в складі молодіжної збірної 8 матчів. 
До складу національної збірної Німеччини залучається з 2010. Олімпійська чемпіонка 2016.

## Титули і досягнення

### Клубні
«Потсдам»
- Чемпіонка Німеччини (2): 2010, 2011
- Володарка Ліги чемпіонів (1): 2010
- Володарка Кубка Німеччини (1): 2010

«Вольфсбург»
- Чемпіонка Німеччини (2): 2013, 2014
- Володарка Ліги чемпіонів (2): 2013, 2014
- Володарка Кубка Німеччини (1): 2013

«Арсенал»
- Володарка Кубка Англії (1): 2016

«Олімпік» (Ліон)
- Чемпіонка Франції (1): 2017
- Володарка Ліги чемпіонів (1): 2017
- Володарка Кубка Франції (1): 2017

### Збірна
- Чемпіонка Європи (1): 2013
- Олімпійська чемпіонка (1): 2016.